# Tom Teulingkx

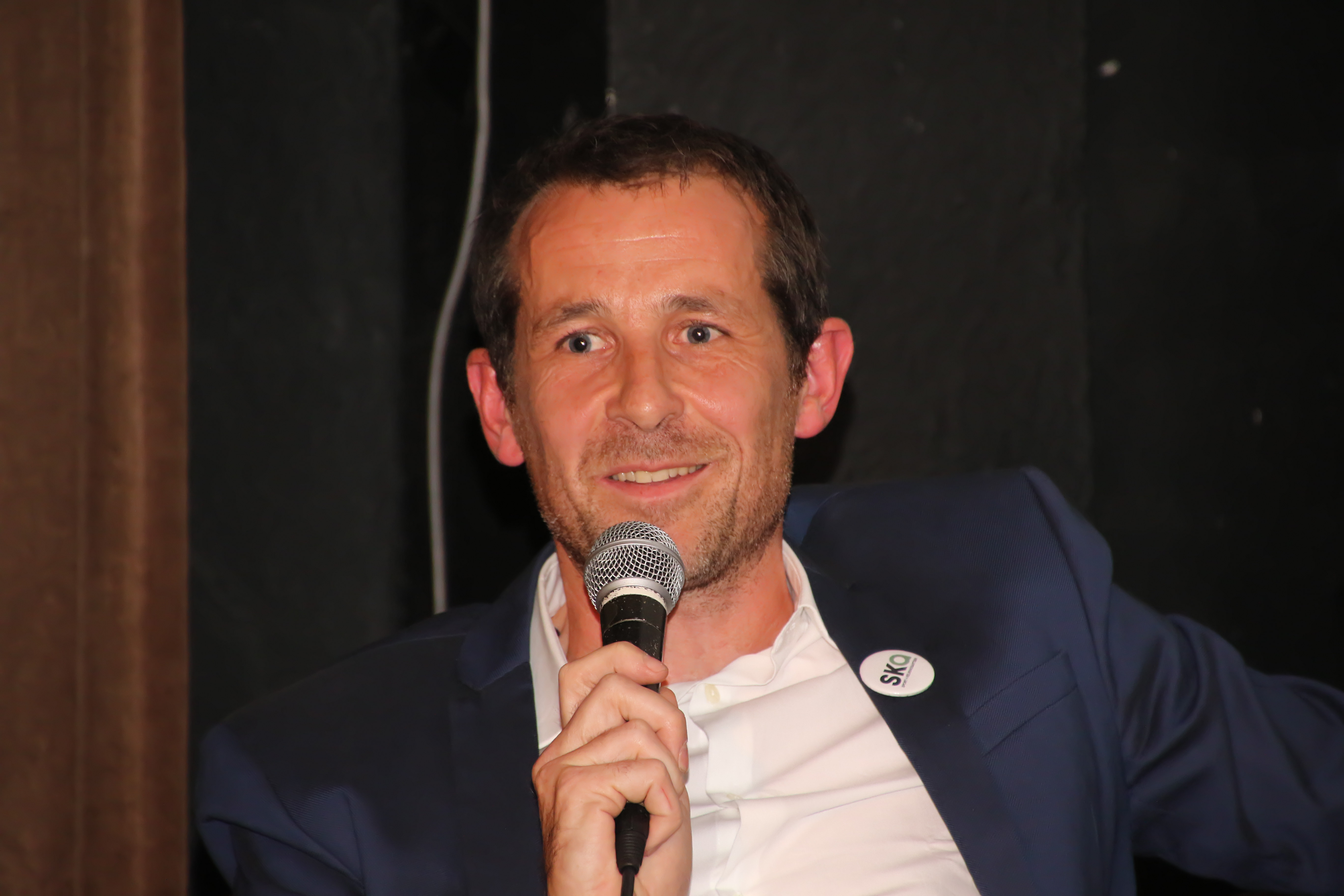
Tom Teulingkx 2018

Dr. Tom Teulingkx (Geel, 1974) is huisarts, sportarts en voorzitter van de vereniging voor Sport- en Keuringsartsen (SKA).
Teulingkx studeerde huisartsgeneeskunde en sportgeneeskunde (KULeuven, 2001). Als lid van de Medische cel van Belgian Cycling en Cycling Vlaanderen is hij medisch coördinator Piste en Mountainbike Nationaal Team. Dr. Teulingkx staat geregeld de media te woord over sportmedische kwesties. Samen met wetenschapsauteur Marc Geenen publiceerde hij in 2018 het boek 'Sportouders - Alles wat ouders van sportende kinderen moeten weten' bij uitgeverij Van Halewyck.